# Szent Anna-templom (Vilnius)
A Szent Anna-templom (litvánul: Šv. Onos bažnyčia; lengyelül: Kościół św. Anny) egy római katolikus templom Vilnius óvárosában, a Vilnia folyó jobb partján, amely 1495-1500 körül épült. A "lángoló" gótika és a téglagótika egyik kiemelkedő alkotása. A templom kimagasló nevezetessége Vilnius óvárosának, s szerepe volt abban, hogy a területet felvették az UNESCO világörökségeinek listájára. A litván gótikus építészet egyik legérdekesebb példája.

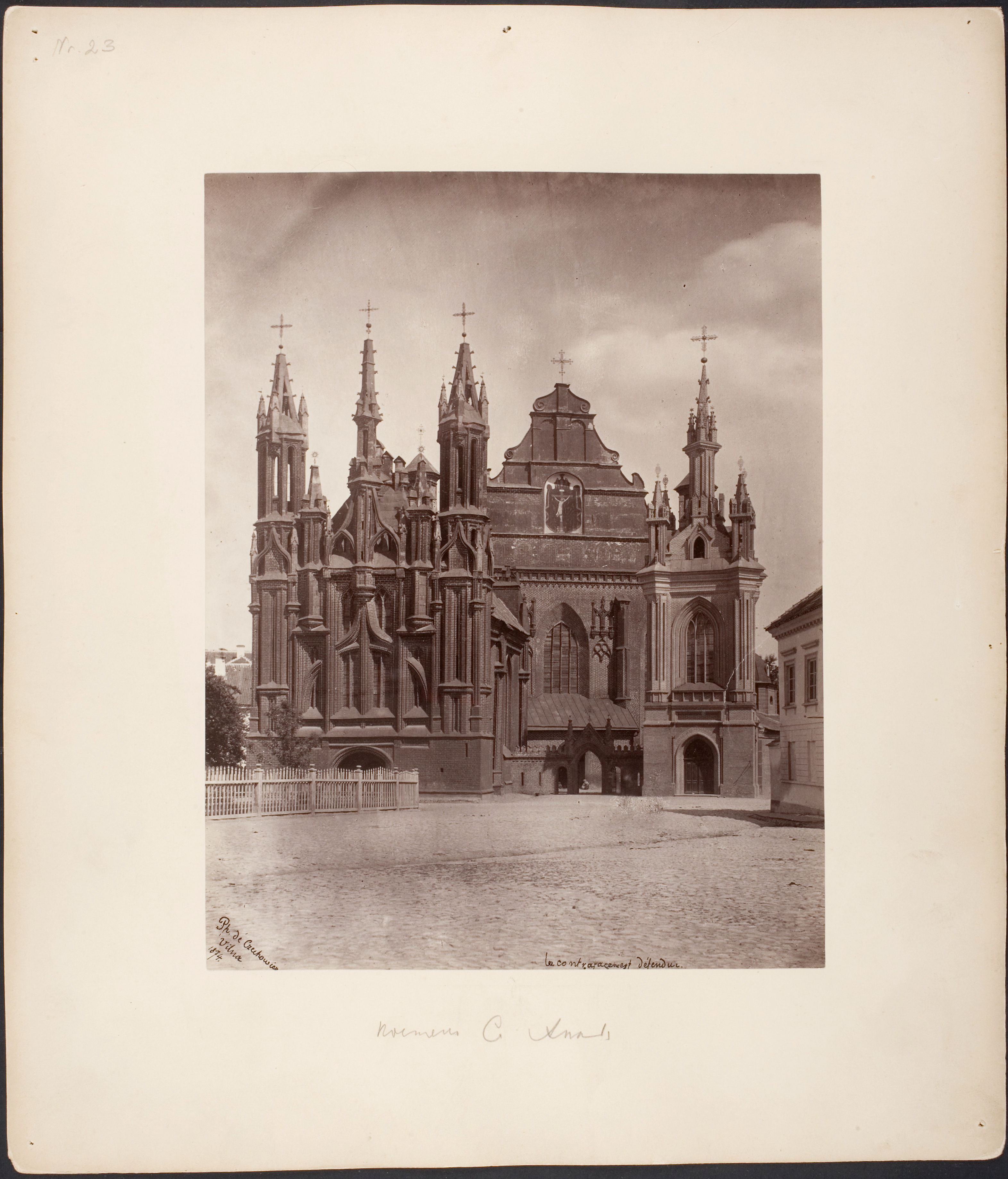
Szent Anna-templom (Józef Czechowicz, 1874)

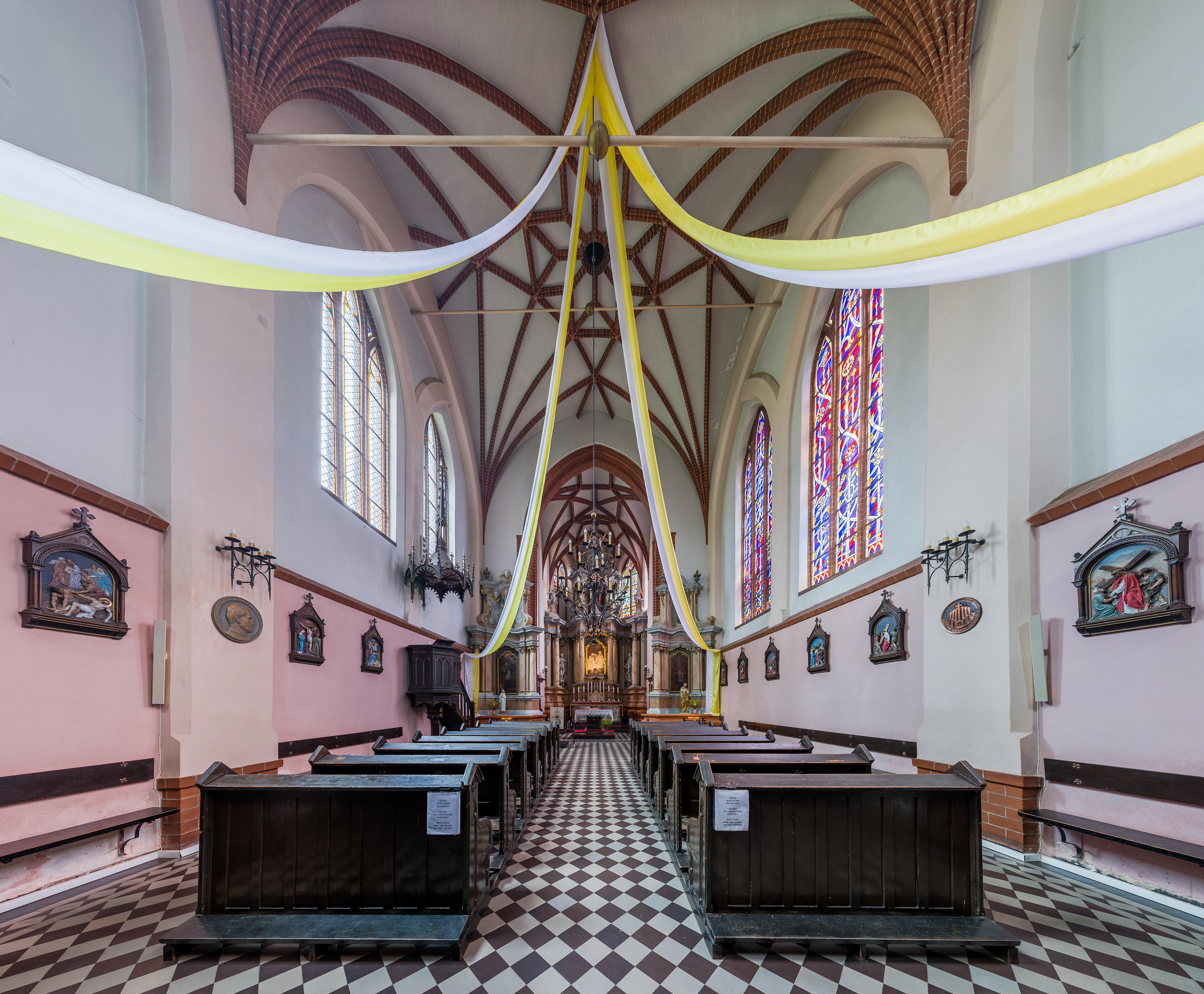
A templom belseje (a főoltár irányában)

## Története
Az első templom ezen a helyen fából épült Vitold litván nagyfejedelem első felesége, Anna nagyhercegnő számára. Eredetileg katolikus németek és más katolikus hívők használatára szánták, azonban 1419-ben egy tűzvész elpusztította. A jelenlegi téglatemplom Sándor lengyel király és litván nagyfejedelem kezdeményezésére épült 1495 és 1500 között; a templom külseje azóta szinte változatlan maradt. A templom rekonstrukcióját Mikołaj "Fekete" Radziwiłł és Jerzy Radziwiłł finanszírozták egy újabb súlyos tűzkár után, 1582-ben. 1538 és 1541 között Abraomas Kulvietis prédikált a templomban. 1747-ben a templomot Johann Christoph Glaubitz felügyelete alatt renoválták. 1762-ben a főbejárat oldalsó íveit elrejtették, hogy ezzel megerősítsék az épület homlokzatát.
Egy ismert legenda szerint Napóleon császár, miután látogatást tett a templomban az 1812-es oroszországi hadjárat idején, kifejezte azon kívánságát, hogy a templomot a „tenyerén” vigye magával haza Párizsba. A templomot 1902–1909-ben felújították, az oldalsó íveket feltárták, és a falakat megerősítették. A szovjet éra alatt a templom nyitva maradhatott. 1960–1970 között ismét felújították, mivel a tornyok ekkorra rossz állapotba kerültek. 1987. augusztus 23-án a Litván Szabadság Liga a templomhoz és az Adam Mickiewicz emlékműhöz közel fekvő téren tüntetést szervezett a szovjet megszállás ellen, amelyet a rendőrség feloszlatott. A legutóbbi rekonstrukciót 2009-ben végezték el: kicserélték a tetőszerkezetet, megerősítették a homlokzati elemeket és újjáépítették a régóta hiányzó oldalsó tornyokat.
2018. június 13-án Gintaras Grušas vilniusi érsek szentelte fel a Szent Anna-templomot.

## Építészete

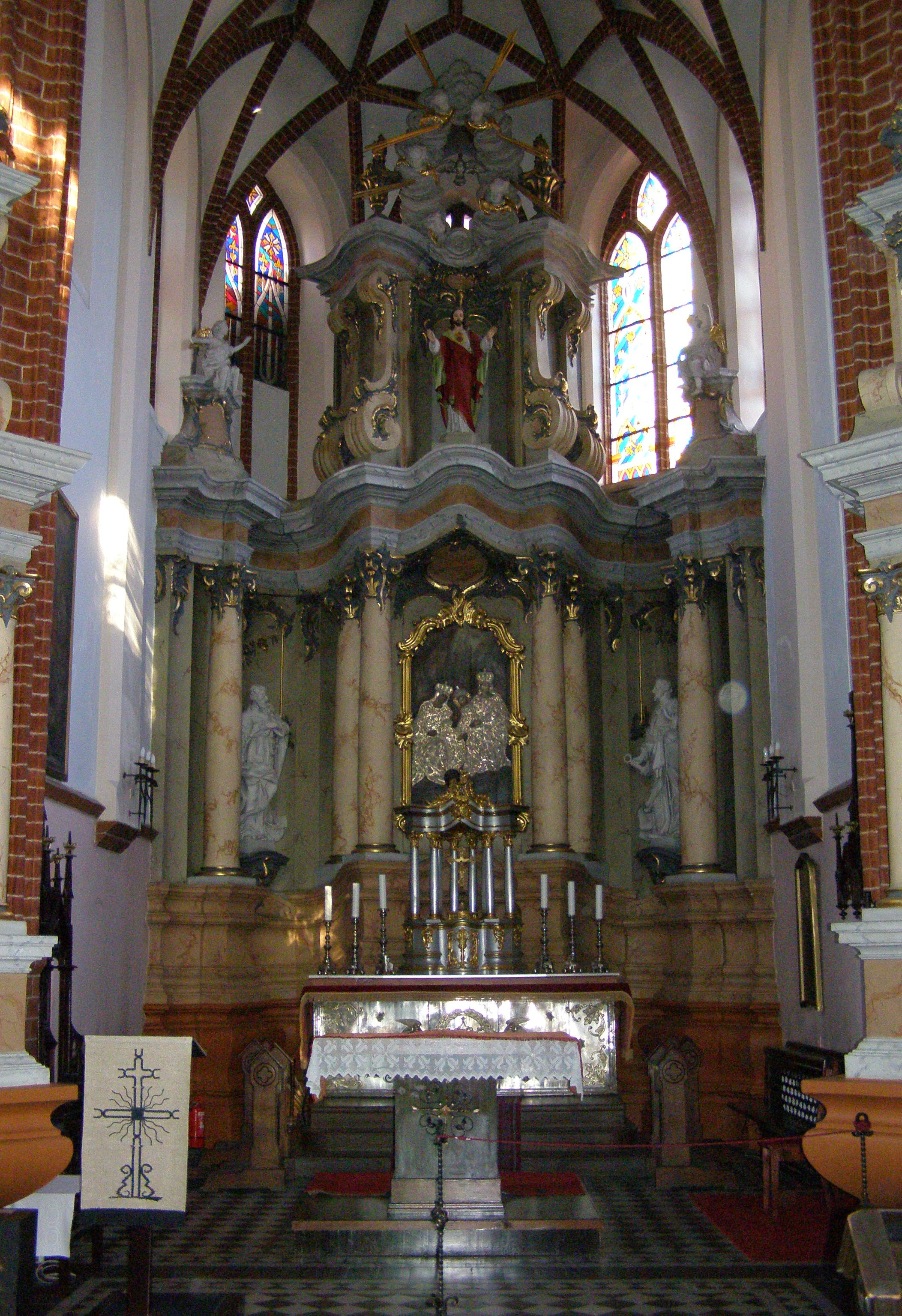
Főoltár

A templomépület megtervezését Michał Enkingernek, egy azonos nevű varsói templom építészének vagy Benedikt Riednek tulajdonítják. Írott források azonban egyik megállapítást sem igazolják. A Szent Anna-templom része egy épületegyüttesnek, amely magába foglalja a sokkal nagyobb gótikus Szent Ferenc és Bernardin-templomokat, valamint egy kolostort.
A templom építéséhez téglát használtak, amely akkoriban újszerű építőanyagok számított. A "lángoló" gótikus stílusban tervezett főhomlokzat a legszembetűnőbb jellemzője. A hagyományos gótikus elemeket és formákat egyedülálló módon alkalmazták; A gótikus íveket négyszögletes elemek keretezik, amelyek egy szimmetrikus és arányos homlokzatot uralnak, és ezzel dinamikus benyomást keltenek. Vladas Drėma litván építész és művészettörténész szerint a Gediminas-oszlopok mintái köszönnek vissza a templom homlokzatában.
A templomnak egy hajója és két tornya van. A felépítéséhez 33 különböző vályogtéglát használtak, amelyeket vörösre festettek. A templom belső tere barokk stílusú, csakúgy, mint az oltár. A neogótikus harangtorony, amelyet az 1870-es években Čiaginas tervei alapján építettek, a közelben áll.

## Fordítás
- Ez a szócikk részben vagy egészben  a   Church of St. Anne, Vilnius című angol Wikipédia-szócikk ezen változatának fordításán alapul.  Az eredeti cikk szerkesztőit annak laptörténete sorolja fel. Ez a jelzés csupán a megfogalmazás eredetét és a szerzői jogokat jelzi, nem szolgál a cikkben szereplő információk forrásmegjelöléseként.